# The Red Light District
The Red Light District es el quinto álbum del rapero Ludacris, lanzado en 2004.

## Lista de canciones
1. "Intro"
2. "Number One Spot"
3. "Get Back"
4. "Put Your Money" con DMX.
5. "Blueberry Yum Yum" con Sleepy Brown.
6. "Child of the Night" con Nate Dogg.
7. "The Potion"
8. "Pass Out"
9. Skit
10. "Spur of the Moment" con DJ Quik & Kimmi.
11. "Who Not Me" con Small World & Dolla Boy.
12. "Large Amounts"
13. "Pimpin' All Over the World" con Bobby Valentino.
14. "Two Miles An Hour"
15. "Hopeless" con Trick Daddy.
16. "Virgo" con Nas & Doug E. Fresh

- Datos: Q1188399